# Alfonso Queipo de Llano
Alfonso Queipo de Llano Acuña (Madrid, 11 de agosto de 1931-Zaragoza, 12 de julio de 1979) fue un jinete español de salto ecuestre. Se proclamó campeón de España en 1962 y participó en dos Juegos Olímpicos de Verano: Roma 1960 y Tokio 1964. 
Falleció en el incendio del Hotel Corona de Aragón.